# Buster Keaton

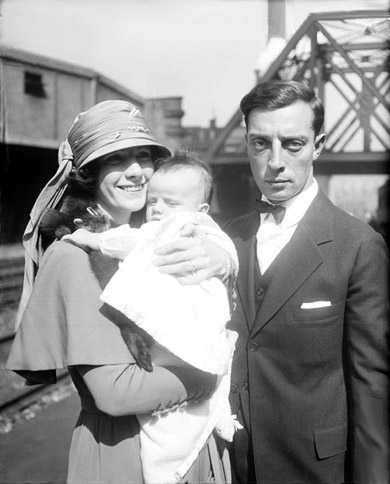
Buster Keaton med frun Natalie och deras son Joseph, 1922.

Joseph Frank "Buster" Keaton, född 4 oktober 1895 i Piqua, Woodson County, Kansas, död 1 februari 1966 i Woodland Hills nordväst om Los Angeles, Kalifornien, var en amerikansk skådespelare, komiker, filmregissör, producent, manusförfattare och stuntman. Keaton är främst känd för sina stumfilmer, där hans kännetecken var fysisk komedi med ett konsekvent stoiskt, deadpan-uttryck, vilket renderade honom smeknamnet "The Great Stone Face" (Stenansiktet). 
Filmkritikern Roger Ebert skrev om Keatons "extraordinära period från 1920 till 1929, då han utan avbrott arbetade med en serie filmer som förmodligen gjorde honom till den främsta skådespelaren/regissören genom hela filmens historia". Keatons karriär började slutta nedåt, när hans konstnärliga oberoende begränsades då han anställdes av Metro-Goldwyn-Mayer, hans fru skilde sig från honom och han sjönk ner i alkoholism. Buster Keaton återhämtade sig dock under 1940-talet, gifte om sig och återupplivade sin karriär till den grad att han resten av livet förblev en aktad komiker och erhöll dessutom en Heders-Oscar 1959, med motiveringen "För hans unika talanger som gett oss odödliga komedifilmer." 
Många av Keatons filmer från 1920-talet, som Fart, flickor och faror (1924), Så går det till i krig (1926) och Han som drar veven (1928), har förblivit högt ansedda, med Så går det till i krig allmänt betraktad som Keatons mästerverk. Bland Buster Keatons största beundrare fanns Orson Welles, som ansåg att Så går det till i krig var komedifilmens främsta prestation, kanske även den bästa film som någonsin gjorts. Keaton själv blev utnämnd till att vara den sjunde största filmregissören av Entertainment Weekly och 1999 rankade American Film Institute honom som den 21:a största manliga stjärnan från den klassiska Hollywood-eran.

## Biografi

### Vaudevillebakgrund
Enligt Keaton själv var det hans gudfar Harry Houdini som givit honom smeknamnet "Buster", då han som treåring föll nedför en trappa, men uppgiften har ifrågasatts av Keatonforskare. Keaton har också anfört att han var den förste att använda ordet "buster" som smeknamn, men det har funnits andra före honom.
Buster Keatons kännetecken var fysisk komik kombinerat med ett nollställt ansiktsuttryck, vilket renderade honom smeknamnet "Stenansiktet". Likt många av den tidens komiker kom han från vaudevilletraditionen, och han uppträdde med sina föräldrar redan från tre års ålder under namnet "De tre Keatons".
Familjens scennummer gick ut på att Keaton var ett olydigt barn och hans far kastade runt med honom, in i kulisserna, ned i orkesterdiket och ibland ut i publiken. Det fanns en lag som förbjöd barn under sju år att delta i scenföreställningar, och i staten New York var the Gerry Society särskilt nitiskt i sina kontroller, något som medförde stora besvär för familjen Keaton. Föräldrarna anklagades upprepade gånger för barnmisshandel, men Buster Keaton menade senare att han aldrig tagit skada eller knappt fått blåmärken utan att han lärt sig god fallteknik och att han hade kunnat skratta då fadern kastade honom. Han noterade emellertid att detta inte gav lika god respons från publiken som när han behöll ett neutralt uttryck, sitt "stenansikte".

### Stumfilm

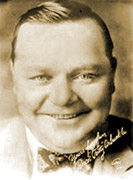
Roscoe Fatty Arbuckle

I mars 1917 stötte han ihop med Roscoe "Fatty" Arbuckle som tog med honom till en filmstudio. Keaton fick arbete som skämtskrivare och medspelare och han och Arbuckle blev mycket goda vänner, ett vänskapsband som inte ens den s.k. Fatty Arbuckleskandalen kunde bryta.
Med kortfilmerna One Week, Gatloppet, Det elektriska huset och Teatern fick Keaton sitt stora genombrott. Han kom att under början av 1920-talet betraktas som en av USA:s främsta komiker, vid sidan av Charlie Chaplin och Harold Lloyd, vilka han båda beundrade.
Så går det till i krig (The General) från 1927, som floppade rejält och fick dåliga recensioner när det begav sig, betraktas idag som hans stora mästerverk och ett bra val för de som inte är särskilt vana vid stumfilm, liksom en av hans sista stumfilmer Han som drar veven (The Cameraman) från 1928.

### Äktenskap
År 1921 gifte sig Keaton med Natalie Talmadge, syster till skådespelaren Norma Talmadge och hans chefs svägerska. Efter deras andre sons födelse blev hon, enligt Keatons självbiografi, svartsjuk och skickade detektiver att spionera på honom då hon trodde att han hade kärleksaffärer bakom hennes rygg. De skildes, hon tog en stor del av hans förmögenhet och tillät honom inte träffa sönerna förrän något decennium senare.
Under en berusningsperiod 1933 gifte han sig med sjuksköterskan Mae Scriven, något han inte kunde minnas efter tillnyktrandet. Vid skilsmässan tog hon hälften av allt och sålde Keatons älsklingshund, sankt bernhardshunden Elmer.
År 1940 gifte Keaton sig med en kvinna som räddade både hans liv och karriär - Eleanor Norris. Han var 44 år och hon 23, och alla deras vänner var emot äktenskapet, men det varade ända till hans död. Mellan 1947 och 1954 uppträdde de regelbundet tillsammans på Cirque Medrano i Paris.

### Filmernas bevarande
1952 hittade skådespelaren James Mason, som då bodde i Keatons gamla Hollywoodvilla, ett dolt förråd med många av Keatons gamla filmer som man trodde gått förlorade för eftervärlden. Den argentinske filmhistorikern och arkivarien Raymond Rohauer påbörjade då arbetet med att restaurera och bevara Keatons verk.

## Filmografi i urval
- The Butcher Boy (1917)
- The Rough House (1917)
- Coney Island (1917)
- Busters börskupp (1920)
- One Week (1920)
- Blekansiktet (1922; The Paleface)
- Tro, hopp och kärlek (1923; The Three Ages)
- Krut, kulor och kärlek (1923; Our Hospitality)
- Fart, flickor och faror (1924; Sherlock Jr)
- Skepp Ohoj! (1924; The Navigator)
- Busters millioner (1925; Seven Chances)
- Kofösaren (1925; Go West)
- Kärlek och lättvikt (1926; Battling Butler)
- Så går det till i krig (1927; The General)
- Rodd, hopp och kärlek (1927; College)
- Hans son på galejan (1928; Steamboat Bill, Jr.)
- Han som drar veven (1928; The Cameraman)
- Busters vilda fru (1929; Spite Marriage)
- Hollywood-revyn 1930 (1929; The Hollywood Revue of 1929)
- Buttra Busters balett (1930; Free and Easy)
- Han stod i rök och damm (1930; Doughboys)
- The Stolen Jools (1931)
- Don Juan i pyjamas (1931; Parlor, Bedroom and Bath)
- O, dygdens väktare (1932; The Passionate Plumber)
- Oss flickor emellan (1932; Speak Easily)
- Knallhatten (1940; Li'l Abner)
- Du ska' bli min! (1946; Easy to Wed)
- Butik med musik (1949; In the Good Old Summertime)
- Sunset Boulevard (1950; Sunset Blvd.)
- Rampljus (1952; Limelight)
- Jorden runt på 80 dagar (1956; Around the World in Eighty Days)
- Huckleberry Finns äventyr (1960; The Adventures of Huckleberry Finn)
- Once Upon A Time (1961; ett avsnitt i säsong 3 av tv-serien The Twilight Zone)
- En ding, ding, ding, ding värld (1963: It's a Mad Mad Mad Mad World)
- Järnvägens riddare (1965; The Railrodder)
- En kul grej hände på väg till Forum (1966; A Funny Thing Happened on the Way to the Forum)

## Utmärkelser
Asteroiden 2712 Keaton är uppkallad efter honom.